# Tephritinae
Sous-famille
Tephritinae est une sous-famille d'insectes.

## Taxinomie

### Liste des tribus
Acrotaeniini - Adramini, - Cecidocharini - Dithrycini - Eutretini - Myopitini - Noeetini - Oedaspidini - Schistopterini - Tephrellini - Tephritini - Terelliini - Xyphosiini

### Liste des genres compris dans cette famille
- genre Acanthiophilus Becker, 1908
- genre Acanthonevra Macquart, 1843

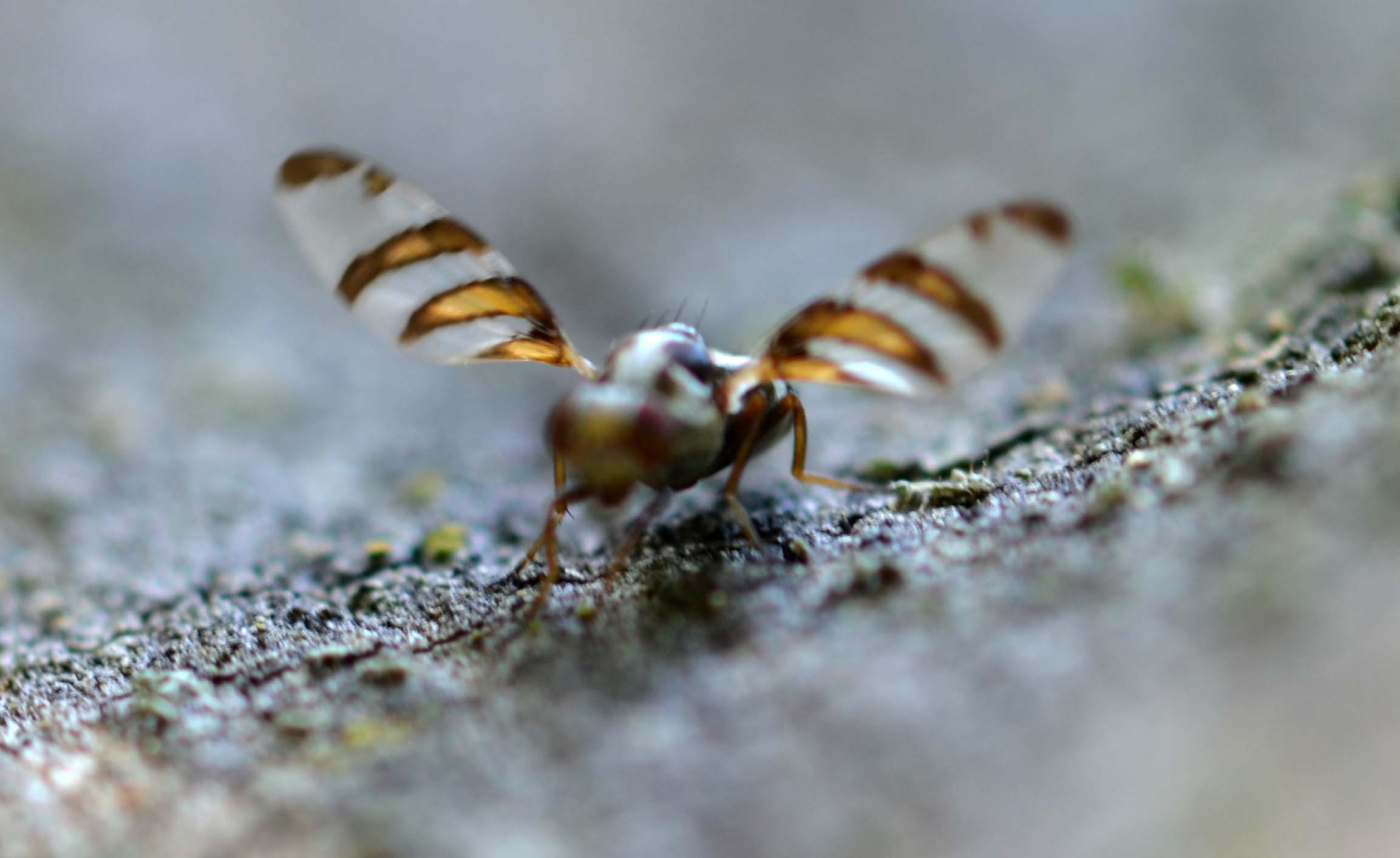
Motif et position caractéristique d'ailes ; Espèce non identifiée (nord de la France)

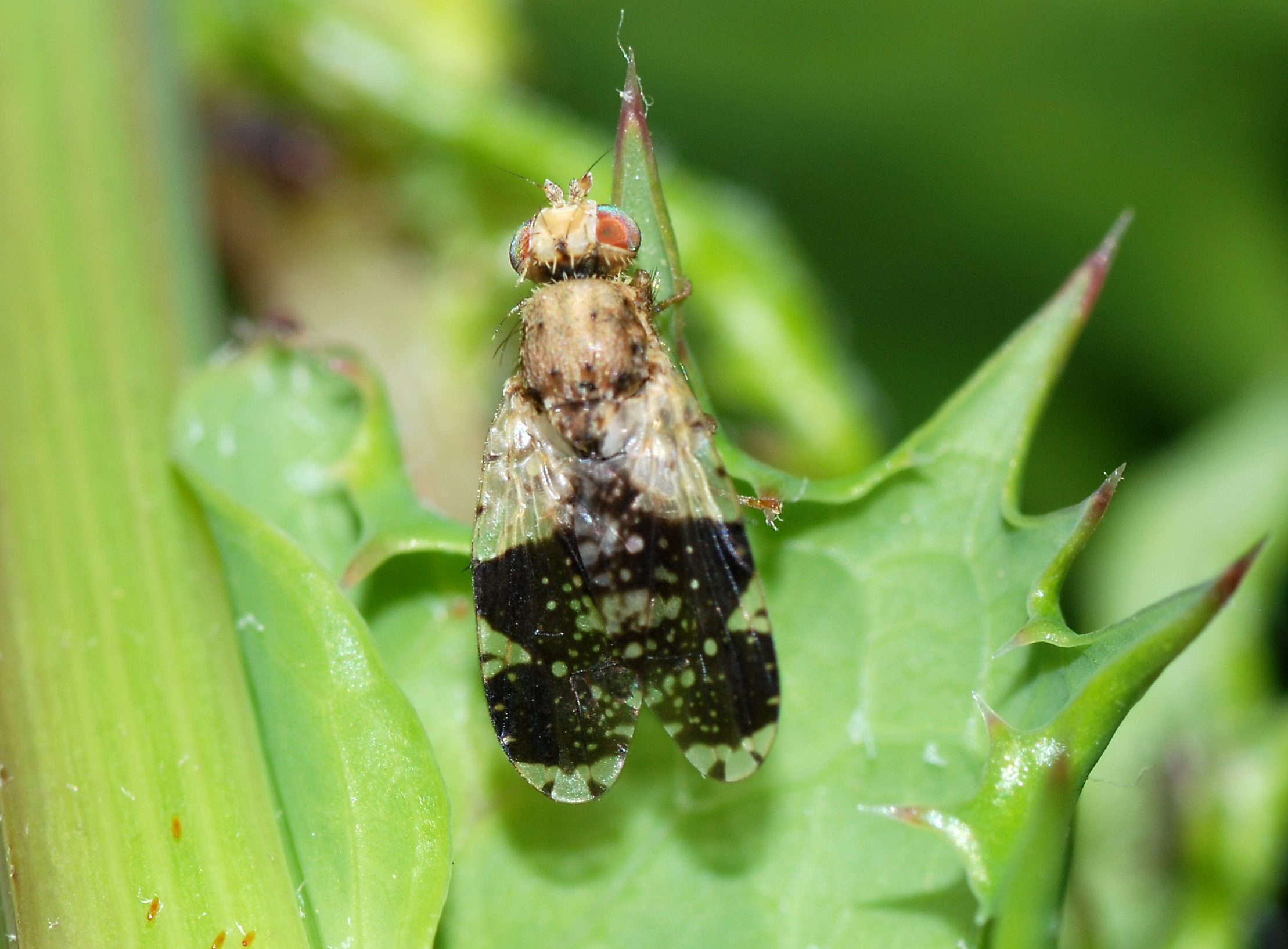
Motif alaire, qui contribue peut-être au camouflage de l'espèce

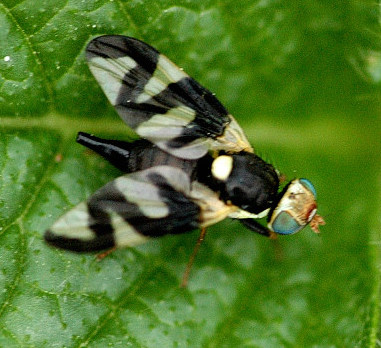
Urophora.cardui femelle

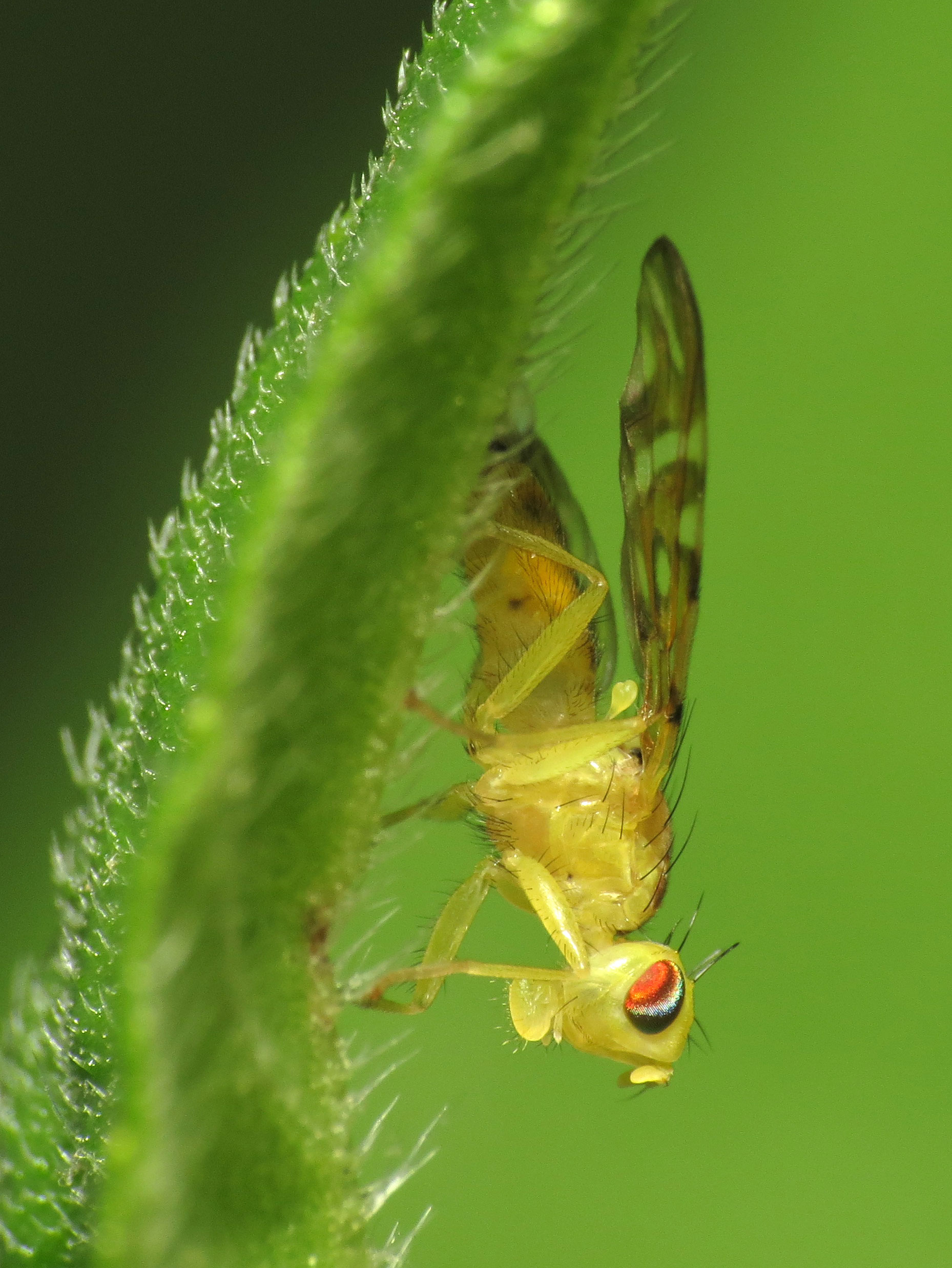
Mouche du tournesol Strauzia longipennis

- genre Acanthonevroides Permkam et Hancock, 1995
- genre Acidia Robineau-Desvoidy, 1830
- genre Acidiella Hendel, 1914
- genre Acidiostigma Hendel, 1927
- genre Acidogona Loew, 1873
- genre Acidoxantha Hendel, 1914
- genre Acidoxanthopsis Hering, 1941
- genre Acinia Robineau-Desvoidy, 1830
- genre Acinoeuphranta Hardy, 1971
- genre Aciura Robineau-Desvoidy, 1830
- genre Aciurina Curran, 1932
- genre Aciuropsis Hardy, 1974
- genre Acroceratitis Hendel, 1913
- genre Acronneus Munro, 1939
- genre Acropteromma Bezzi, 1926
- genre Acrotaenia Loew, 1873
- genre Acrotaeniacantha Hering, 1939
- genre Acrotaeniostola Hendel, 1914
- genre Actinoptera Rondani, 1871
- genre Adrama Walker, 1859
- genre Adramoides Hardy, 1973
- genre Aethiothemara Hendel, 1928
- genre Afraciura Hering, 1941
- genre Afreutreta Bezzi, 1924
- genre Afrocneros Bezzi, 1924
- genre Aischrocrania Hendel, 1927
- genre Alincocallistomyia Hardy, 1986
- genre Alloeomyia Hardy, 1986
- genre Alsangelisca Ito, 1984
- genre Anastrepha Schiner, 1868
- genre Anastrephoides Hendel, 1927
- genre Anchiacanthonevra Hardy, 1986
- genre Angelogelasinus Ito, 1984
- genre Anomoia Walker, 1835
- genre Anoplomus Bezzi, 1913
- genre Antisophira Hardy, 1974
- genre Antoxya Munro, 1957
- genre Apiculonia Wang, 1990
- genre Aridonevra Permkam et Hancock, 1995
- genre Asimoneura Czerny, 1909
- genre Austronevra Permkam et Hancock, 1995
- genre Austrorioxa Permkam et Hancock, 1995
- genre Axiothauma Munro, 1946
- genre Bactrocera Macquart, 1835
- genre Bactropota Bezzi, 1924
- genre Baryglossa Bezzi, 1918
- genre Baryplegma Wulp, 1899
- genre Bevismyia Munro, 1957
- genre Bezzina Munro, 1957
- genre Bistrispinaria Speiser, 1913
- genre Blepharoneura Loew, 1873
- genre Brachiopterna Bezzi, 1924
- genre Brachyaciura Bezzi, 1924
- genre Brachydesis Hancock, 1986
- genre Brachytrupanea Hancock, 1986
- genre Brandtomyia Hardy, 1986
- genre Breviculala Ito, 1984
- genre Buloloa Hardy, 1986
- genre Caenoriata Foote, 1978
- genre Callistomyia Bezzi, 1913
- genre Calosphenisca Hendel, 1914
- genre Campiglossa Rondani, 1870
- genre Capitites Foote et Freidberg, 1981
- genre Capparimyia Bezzi, 1920
- genre Carpomya Costa, 1854
- genre Carpophthoracidia Shiraki, 1968
- genre Carpophthorella Hendel, 1914
- genre Carpophthoromyia Austen, 1910
- genre Cecidocharella Hendel, 1936
- genre Cecidochares Bezzi, 1910
- genre Celidodacus Hendel, 1914
- genre Celidosphenella Hendel, 1914
- genre Cephalophysa Hering, 1940
- genre Ceratitella Malloch, 1939
- genre Ceratitis Macleay, 1829
- genre Ceratitoides Hendel, 1928
- genre Ceratodacus Hendel, 1914
- genre Cervarita Tseng, Chu et Chen, 1992
- genre Chaetellipsis Bezzi, 1913
- genre Chaetorellia Hendel, 1927
- genre Chaetostomella Hendel, 1927
- genre Cheesmanomyia Malloch, 1939
- genre Chejuparia Kwon, 1985
- genre Chelyophora Rondani, 1875
- genre Chenacidiella Shiraki, 1968
- genre Chetostoma Rondani, 1856
- genre Chipingomyia Hancock, 1986
- genre Cleitamiphanes Hering, 1941
- genre Clematochaeta Hering, 1941
- genre Clinotaenia Bezzi, 1920
- genre Clusiosoma Malloch, 1926
- genre Clusiosomina Malloch, 1939
- genre Coelopacidia Enderlein, 1911
- genre Coelotrypes Bezzi, 1923
- genre Collessomyia Hardy et Drew, 1996
- genre Colobostroter Enderlein, 1911
- genre Conradtina Enderlein, 1911
- genre Cooronga Hardy et Drew, 1996
- genre Copiolepis Enderlein, 1920
- genre Cordylopteryx Hering, 1941
- genre Cornutrypeta Han et Wang, 1993
- genre Cosmetothrix Munro, 1952
- genre Craspedoxantha Bezzi, 1913
- genre Craspedoxanthitea Hardy, 1987
- genre Cribrorioxa Hering, 1952
- genre Crinitisophira Hardy, 1986
- genre Cristobalia Malloch, 1939
- genre Cryptodacus Hendel, 1914
- genre Cryptophorellia Freidberg et Hancock, 1989
- genre Cryptotreta Blanc et Foote, 1961
- genre Curticella Hardy, 1959
- genre Cyaforma Wang, 1989
- genre Cyclopsia Malloch, 1939
- genre Dacopsis Hering, 1944
- genre Dacus Fabricius, 1805
- genre Dectodesis Munro, 1957
- genre Deroparia Munro, 1957
- genre Desmella Munro, 1957
- genre Diarrhegma Bezzi, 1913
- genre Diarrhegmoides Malloch, 1939
- genre Dicheniotes Munro, 1938
- genre Dictyotrypeta Hendel, 1914
- genre Dietheria Hardy, 1973
- genre Dimeringophrys Enderlein, 1911
- genre Dioxyna Frey, 1945
- genre Diplochorda Osten Sacken, 1881
- genre Dirioxa Hendel, 1928
- genre Dithryca Rondani, 1856
- genre Donara Richter, 1972
- genre Dorycricus Munro, 1947
- genre Dracontomyia Becker, 1919
- genre Dyseuaresta Hendel, 1928
- genre Ectopomyia Hardy, 1973
- genre Elaphromyia Bigot, 1859
- genre Elgonina Munro, 1957
- genre Emheringia Hardy, 1989
- genre Enicoptera Macquart, 1848
- genre Enicopterina Malloch, 1939
- genre Enoplopteron Meijere, 1913
- genre Ensina Robineau-Desvoidy, 1830
- genre Epacrocerus Hardy, 1982
- genre Epinettyra Permkam et Hancock, 1995
- genre Epochrinopsis Hering, 1939
- genre Esacidia Ito, 1984
- genre Euaresta Loew, 1873
- genre Euarestella Hendel, 1927
- genre Euarestoides Benjamin, 1934
- genre Euarestopsis Hering, 1937
- genre Euleia Walker, 1835
- genre Eumictoxenus Munro, 1962
- genre Euphranta Loew, 1862
- genre Eurosta Loew, 1873
- genre Euryphalara Munro, 1938
- genre Euthauma Munro, 1949
- genre Eutreta Loew, 1873
- genre Eutretosoma Hendel, 1914
- genre Exallosophira Hardy, 1980
- genre Felderimyia Hendel, 1914
- genre Flaviludia Ito, 1984
- genre Freyomyia Hardy, 1974
- genre Fusciludia Ito, 1984
- genre Galbifascia Hardy, 1973
- genre Gastrozona Bezzi, 1913
- genre Gerrhoceras Hering, 1941
- genre Ghentia Munro, 1947
- genre Goniurellia Hendel, 1927
- genre Gressittidium Hardy, 1986
- genre Griphomyia Hardy, 1987
- genre Gymnaciura Hering, 1942
- genre Gymnocarena Hering, 1940
- genre Gymnosagena Munro, 1935
- genre Hardyadrama Lee, 1991
- genre Haywardina Aczel, 1951
- genre Hemiclusiosoma Hardy, 1986
- genre Hemilea Loew, 1862
- genre Hemiristina Permkam et Hancock, 1995
- genre Hendrella Munro, 1938
- genre Heringina Aczel, 1940
- genre Heringomyia Hardy, 1968
- genre Hetschkomyia Hendel, 1914
- genre Hexachaeta Loew, 1873
- genre Hexacinia Hendel, 1914
- genre Hexamela Zia, 1963
- genre Hexaptilona Hering, 1941
- genre Hexaresta Hering, 1941
- genre Homoeothrix Hering, 1944
- genre Homoeotricha Hering, 1944
- genre Homoiothemara Hardy, 1988
- genre Hoplandromyia Bezzi, 1923
- genre Hyaloctoides Munro, 1937
- genre Hyalopeza Hardy et Drew, 1996
- genre Hyalotephritis Freidberg, 1979
- genre Hypenidium Loew, 1862
- genre Ichneumonopsis Hardy, 1973
- genre Ichneumonosoma Meijere, 1914
- genre Icterica Loew, 1873
- genre Ictericodes Hering, 1942
- genre Indophranta Agarwal et Kapoor, 1989
- genre Insizwa Munro, 1929
- genre Ischyropteron Bigot, 1889
- genre Itosigo Ito, 1984
- genre Jamesomyia Quisenberry, 1949
- genre Katonaia Munro, 1935
- genre Kerzhnerella Richter, 1975
- genre Labeschatia Munro, 1967
- genre Laksyetsa Foote, 1978
- genre Lalokia Hardy, 1987
- genre Lamproxyna Hendel, 1914
- genre Lamproxynella Hering, 1941
- genre Langatia Hancock et Drew, 1995
- genre Lethyna Munro, 1957
- genre Leucotaeniella Bezzi, 1918
- genre Leucothrix Munro, 1929
- genre Liepana Hardy et Drew, 1996
- genre Lilloaciura Aczel, 1953
- genre Loriomyia Kertesz, 1899
- genre Lumirioxa Permkam et Hancock, 1995
- genre Lyronotum Hering, 1941
- genre Machaomyia Hendel, 1914
- genre Magnimyiolia Shiraki, 1933
- genre Malagaciura Hancock, 1991
- genre Malaisella Hering, 1938
- genre Malaisinia Hering, 1938
- genre Malica Richter, 1974
- genre Manicomyia Hancock, 1986
- genre Marriottella Munro, 1939
- genre Mastigolina Munro, 1937
- genre Matsumurania Shiraki, 1933
- genre Meracanthomyia Hendel, 1910
- genre Merzomyia Korneyev, 1996
- genre Mesoclanis Munro, 1938
- genre Metasphenisca Hendel, 1914
- genre Micronevrina Permkam et Hancock, 1995
- genre Migmella Munro, 1957
- genre Mimoeuphranta Hardy, 1986
- genre Mimosophira Hardy, 1973
- genre Molynocoelia Giglio-Tos, 1893
- genre Monacidia Ito, 1984
- genre Monacrostichus Bezzi, 1914
- genre Montiludia Ito, 1984
- genre Morinowotome Ito, 1984
- genre Munroella Bezzi, 1924
- genre Munromyia Bezzi, 1922
- genre Myoleja Rondani, 1856
- genre Myopites Blot, 1827
- genre Namwambina Munro, 1957
- genre Nearomyia Becker, 1913
- genre Neaspilota Osten Sacken, 1878
- genre Nemeurinus Ito, 1984
- genre Neoceratitis Hendel, 1927
- genre Neomyoleja Tseng, Chu et Chen, 1992
- genre Neorhagoletis Hendel, 1914
- genre Neortalotrypeta Norrbom, 1994
- genre Neotaracia Foote, 1978
- genre Neotephritis Hendel, 1935
- genre Neothemara Malloch, 1939
- genre Nippia Munro, 1929
- genre Nitobeia Shiraki, 1933
- genre Nitrariomyia Rohdendorf, 1949
- genre Noeeta Robineau-Desvoidy, 1830
- genre Nothoclusiosoma Hardy, 1986
- genre Notomma Bezzi, 1920
- genre Notommoides Hancock, 1986
- genre Ochrobapha Munro, 1938
- genre Ocnerioxa Speiser, 1915
- genre Ocnerioxyna Seguy, 1939
- genre Oedaspis Loew, 1862
- genre Oedicarena Loew, 1873
- genre Oedoncus Speiser, 1924
- genre Oedosphenella Frey, 1936
- genre Orellia Robineau-Desvoidy, 1830
- genre Oreurinus Ito, 1984
- genre Orienticaelum Ito, 1984
- genre Ornithoschema Meijere, 1914
- genre Orotava Frey, 1936
- genre Ortaloptera Edwards, 1915
- genre Ortalotrypeta Hendel, 1927
- genre Orthocanthoides Freidberg, 1987
- genre Ostracocoelia Giglio-Tos, 1893
- genre Othniocera Hardy, 1986
- genre Oxyaciura Hendel, 1927
- genre Oxyna Robineau-Desvoidy, 1830
- genre Oxyparna Korneyev, 1989
- genre Paedohexacinia Hardy, 1986
- genre Pangasella Richter, 1995
- genre Paraactinoptera Hardy et Drew, 1996
- genre Paracantha Coquillett, 1899
- genre Paracanthella Hendel, 1927
- genre Paracanthonevra Hardy, 1974
- genre Paraceratitella Hardy, 1967
- genre Parachlaena Hering, 1944
- genre Paraciura Hering, 1942
- genre Paracristobalia Hardy, 1987
- genre Paradesis Hancock, 1986
- genre Paraeuphranta Hardy, 1959
- genre Parafreutreta Munro, 1929
- genre Paragastrozona Shiraki, 1933
- genre Parahyalopeza Hardy et Drew, 1996
- genre Paramyiolia Shiraki, 1933
- genre Paraphasca Hardy, 1986
- genre Pararhabdochaeta Hardy, 1985
- genre Paraspathulina Hardy et Drew, 1996
- genre Paraspheniscoides Hering, 1941
- genre Paraspheniscus Hendel, 1927
- genre Parastenopa Hendel, 1914
- genre Paratephritis Shiraki, 1933
- genre Paraterellia Foote, 1960
- genre Paratrirhithrum Shiraki, 1933
- genre Paratrypeta Han et Wang, 1994
- genre Paraxarnuta Hardy, 1973
- genre Pardalaspinus Hering, 1952
- genre Pediapelta Munro, 1947
- genre Pelmatops Enderlein, 1912
- genre Peneparoxyna Hardy et Drew, 1996
- genre Peratomixis Munro, 1947
- genre Perilampsis Bezzi, 1920
- genre Perirhithrum Bezzi, 1920
- genre Peronyma Loew, 1873
- genre Phaeogramma Grimshaw, 1901
- genre Phaeospila Bezzi, 1913
- genre Phaeospilodes Hering, 1939
- genre Phantasmiella Hendel, 1914
- genre Phasca Hering, 1953
- genre Pherothrinax Munro, 1957
- genre Philophylla Rondani, 1870
- genre Phorelliosoma Hendel, 1914
- genre Phytalmia Gerstaecker, 1860
- genre Piestometopon Meijere, 1914
- genre Placaciura Hendel, 1927
- genre Platensina Enderlein, 1911
- genre Platomma Bezzi, 1924
- genre Platyparea Loew, 1862
- genre Platystomopsis Hering, 1939
- genre Plaumannimyia Hering, 1938
- genre Pliomelaena Bezzi, 1918
- genre Plioreocepta Korneyev, 1987
- genre Poecilothea Hendel, 1914
- genre Polionota Wulp, 1899
- genre Polyara Walker, 1859
- genre Polyaroidea Hardy, 1988
- genre Polymorphomyia Snow, 1894
- genre Proanoplomus Shiraki, 1933
- genre Procecidochares Hendel, 1914
- genre Procecidocharoides Foote, 1960
- genre Proepacrocerus Hardy, 1988
- genre Prospheniscus Shiraki, 1933
- genre Protortalotrypeta Norrbom, 1994
- genre Psednometopum Munro, 1937
- genre Pseudacanthoneura Malloch, 1939
- genre Pseudacrotoxa Hering, 1941
- genre Pseudafreutreta Hering, 1942
- genre Pseudeutreta Hendel, 1914
- genre Pseudoedaspis Hendel, 1914
- genre Pseudomyoleja Han et Freidberg, 1994
- genre Pseudoneothemara Hardy, 1986
- genre Pseudopelmatops Shiraki, 1933
- genre Pseudophorellia Lima, 1934
- genre Pseudopolionota Lima, 1935
- genre Pseudorellia Shiraki, 1933
- genre Pseudosophira Malloch, 1939
- genre Pterope Munro, 1957
- genre Ptiloedaspis Bezzi, 1920
- genre Ptilona Wulp, 1880
- genre Ptiloniola Hendel, 1914
- genre Ptosanthus Munro, 1957
- genre Pycnella Munro, 1947
- genre Pyrgotoides Curran, 1934
- genre Quasicooronga Hardy et Drew, 1996
- genre Quasirhabdochaeta Hardy, 1986
- genre Rabaulia Malloch, 1939
- genre Rabauliomorpha Hardy, 1970
- genre Rachiptera Bigot, 1859
- genre Rhabdochaeta Meijere, 1904
- genre Rhagoletis Loew, 1862
- genre Rhagoletotrypeta Aczel, 1951
- genre Rhaibophleps Hardy, 1973
- genre Rhithrum Hendel, 1914
- genre Rhochmopterum Speiser, 1910
- genre Rhynencina Johnson, 1922
- genre Rioxa Walker, 1856
- genre Rivelliomima Bezzi, 1924
- genre Robertsomyia Hardy, 1983
- genre Saucromyia Hardy, 1986
- genre Scedella Munro, 1957
- genre Schistopterum Becker, 1903
- genre Scleropithus Munro, 1939
- genre Scolocolus Hardy, 1970
- genre Sessilina McAlpine et Schneider, 1978
- genre Sinacidia Chen, 1948
- genre Sinanoplomus Zia, 1955
- genre Soita Walker, 1865
- genre Sophira Walker, 1856
- genre Sophiroides Hendel, 1914
- genre Sophiropsis Hardy, 1986
- genre Soraida Hering, 1941
- genre Sosiopsila Bezzi, 1920
- genre Spathulina Rondani, 1856
- genre Sphaeniscus Becker, 1908
- genre Sphenella Robineau-Desvoidy, 1830
- genre Spilocosmia Bezzi, 1914
- genre Stamnophora Munro, 1955
- genre Staurellina Hering, 1941
- genre Stemonocera Rondani, 1870
- genre Stenopa Loew, 1873
- genre Stephanotrypeta Hendel, 1931
- genre Stigmatomyia Hardy, 1986
- genre Stoneola Hering, 1941
- genre Strauzia Robineau-Desvoidy, 1830
- genre Strobelia Rondani, 1868
- genre Stymbara Walker, 1865
- genre Sundaresta Hering, 1953
- genre Taeniorioxa Permkam et Hancock, 1995
- genre Taeniostola Bezzi, 1913
- genre Tanaica Munro, 1957
- genre Tanaodema Hardy, 1987
- genre Tanymetopus Hardy, 1982
- genre Taomyia Bezzi, 1920
- genre Tarchonanthea Freidberg et Kaplan, 1993
- genre Tarphobregma Hardy, 1987
- genre Telaletes Munro, 1938
- genre Tephraciura Hering, 1941
- genre Tephrelalis Korneyev, 1993
- genre Tephrella Bezzi, 1913
- genre Tephritis Latreille, 1804
- genre Tephritites Freidberg, 1979
- genre Tephritomyia Hendel, 1927
- genre Tephritoresta Hering, 1942
- genre Terastiomyia Bigot, 1859
- genre Terellia Robineau-Desvoidy, 1830
- genre Termitorioxa Hendel, 1928
- genre Tetreuaresta Hendel, 1928
- genre Themara Walker, 1856
- genre Themarictera Hendel, 1914
- genre Themarohystrix Hendel, 1914
- genre Themaroides Hendel, 1914
- genre Themaroidopsis Hering, 1941
- genre Tomoplagia Coquillett, 1910
- genre Toxotrypana Gerstaecker, 1860
- genre Triandomelaena Hancock, 1986
- genre Trigonochorium Becker, 1913
- genre Trirhithrum Bezzi, 1918
- genre Tritaeniopteron Meijere, 1914
- genre Trupanea Schrank, 1795
- genre Trypanaresta Hering, 1940
- genre Trypanocentra Hendel, 1914
- genre Trypanophion Bezzi, 1924
- genre Trypeta Meigen, 1803
- genre Udamolobium Hardy, 1982
- genre Urelliosoma Hendel, 1927
- genre Urophora Robineau-Desvoidy, 1830
- genre Valentibulla Foote et Blanc, 1959
- genre Vidalia Robineau-Desvoidy, 1830
- genre Walkeraitia Hardy, 1986
- genre Xaniosternum Enderlein, 1920
- genre Xanthaciura Hendel, 1914
- genre Xanthanomoea Bezzi, 1924
- genre Xanthomyia Phillips, 1923
- genre Xanthorrachis Bezzi, 1913
- genre Xanthorrachista Hendel, 1914
- genre Xarnuta Walker, 1856
- genre Xenochaeta Snow, 1894
- genre Xenodorella Munro, 1967
- genre Xenosophira Hardy, 1980
- genre Xyphosia Robineau-Desvoidy, 1830
- genre Ypsilomena Munro, 1947
- genre Zacerata Coquillett, 1924
- genre Zonosemata Benjamin, 1934